# Víctor Tomás
Víctor Tomás González (Barcelona, Španjolska, 15. veljače 1985.) je španjolski rukometaš i nacionalni reprezentativac. Igra na poziciji desnog krila te je trenutno član HC Barcelone.
Igrač je karijeru započeo u kadetskim, juniorskim i B sastavima HC Barcelone da bi se 2004. priključio seniorskoj momčadi. S klubom je osim španjolskog prvenstva, kupa i Superkupa osvojio i tri rukometne Lige prvaka (2005. i 2011., 2015).
Za španjolsku reprezentaciju je debitirao 2004. godine te je s njome osvojio olimpijsku broncu na Olimpijadi u Pekingu 2008. Tada je Španjolska u borbi za treće mjesto pobijedila Hrvatsku.

## Vanjske poveznice
- Sports-reference.com  Arhivirana inačica izvorne stranice od 25. kolovoza 2012. (Wayback Machine)
- Profil rukometaša na web stranici FC Barcelone